# イン・ベッド・ウィズ・マドンナ
『イン・ベッド・ウィズ・マドンナ』（原題：Truth or Dare、別題：In Bed With Madonna）は、1991年に公開されたマドンナのドキュメンタリー映画。

## 概要
初めは、ブロンド・アンビション・ツアーの記録フィルムとして企画されたものだった。しかし、デヴィッド・フィンチャーの代役として監督を依頼された26歳の新人、アレック・ケッシアンは、絶対服従の命令を無視して、マドンナの私的な時間にもカメラを回し続けた。このため、公私を隔てないスターの虚と実に迫る長編ドキュメンタリーとなった。

## キャスト
- マドンナ
- ケヴィン・コスナー
- ウォーレン・ベイティ
- アル・パチーノ
- ジャン＝ポール・ゴルチエ
- マット・ディロン
- サンドラ・バーンハード
- ライオネル・リッチー
- アントニオ・バンデラス
- ペドロ・アルモドバル